# 玲珑狼心
《玲珑狼心》，改编自天翼爱动漫文化传媒有限公司出品的同名网络漫画《玲珑狼心》，2021年中国大陆甜宠爱情架空古裝剧。由芒果TV、华晨美创联合出品，导演高林豹执导，并且由谷嘉诚、康宁领衔主演。该剧于2020年6月9日横店开机。LiTV 線上影視同步跟播。

## 播放平台
| 頻道          | 所在地 | 日期          | 時間                                  | 備註 |
| ------------- | ------ | ------------- | ------------------------------------- | ---- |
| 芒果TV        | 中国   | 2021年2月15日 | 每周一周二20:00更新2集、會員搶先看6集 |      |
| LiTV 線上影視 | 臺灣   | 2021年5月1日  | VIP全套免費看無廣告 非VIP全套免費看   |      |

## 演員表
| 演員   | 角色      | 简介 | 配音   |
| 谷嘉诚 | 炎青      | 冷傲公子 太尉之子，狼族后裔，查案高手 英姿勃发，刚正冷傲，一副生人勿近的样子 初期面对玲珑时戒备心很重，但喜欢上玲珑后秒变“忠犬”                                                                     | 史泽鲲 |
| 康宁   | 玲珑/狼隐 | 双面少女 天真善良，因被狼咬伤后，感官变得更敏锐 拥有双重人格， 另一个人格狂暴勇猛、杀伐果决 | 张予佟 |
| 盛蕙子 | 优柔      | 骄纵大小姐 名门之女，出身高贵，骄纵无比 喜欢炎青却总得不到回应，所以对玲珑十分不爽, 后成为玲珑的好闺蜜。和玄宇不打不相识， 后来在一起。                                                             | 赵梦娇 |
| 高基才 | 炎玉      | 谦谦君子 太尉之子，炎厥、炎青之弟 为人温柔体贴，对玲珑渐生情愫，却不敢表白 最后因理解炎青与玲珑的情深义重，选择默默守护玲珑                                                                         | 王秋皓 |
| 彭楚粤 | 炎厥      | 太尉之子，炎青、炎玉之哥 | 班闯   |
| 黄千硕 | 玄宇      | 炎青的護衛, 和优柔不打不相识， 后来在一起。 | 李响   |
| 林津伊 | 小锦      | 玲瓏隨身侍女 | 林青   |
| 赵子麒 | 瞳哥儿    | 狼卫， 喜欢小锦 | 余昌宇 |
| 余凯宁 | 弥萨      | 神医 ，也是狼族雪音的白袍使者。为了归还狼心， 将炎青和玲珑身上的狼心取出来，运用内力将两块狼心合二为一，牺牲自己。                                                                                  | 杨磊   |
| 吴恒   | 弥亚      | 弥萨的师弟，狼族雪音的黑袍使者。钻研邪道，将狼王能量的秘密出卖给世俗权贵，雪音（师父）也被他连累而死。                                                                                              | 马语非 |
| 谢恺炫 | 劲风      | |        |
| 张佳琳 | 翎羽      | 苍狼部落的首领 | 周湘宁 |
| 嘉泽   | 雪音      | 弥萨和弥亚的师父，拥有狼王能量。炎青的母亲。 十八年前，王上无意间得知狼王能量的秘密，想要据为己有、长生不老，便暗中煽动天下权贵对雪音围剿。雪音识破了王上的阴谋，拼命逃了出去，后来跳下火山口自尽。 |        |

## 电视剧歌曲
| 曲序 | 曲目                 |            | 作曲   | 编曲   | 演唱       |
| ---- | -------------------- | ---------- | ------ | ------ | ---------- |
| 1.   | 《捣蛋鬼》（片头曲） | 筱玖       | 筱玖   | 易志鹏 | 扬灵       |
| 2.   | 《共白首》（片尾曲） | 素昭       | 翟庭艺 | 王海洋 | 李皓、青池 |
| 3.   | 《樱吹雪》（插曲）   | 吴跃鑫     | 江晓晖 | 袁文睿 | 张宇俊如   |
| 4.   | 《寻常》（插曲）     | 陆云飞     | 曾斌斌 | 赵鹏   | 尤里卡     |
| 5.   | 《雨季》（插曲）     | 刘捷、林乔 | 刘捷   | 刘捷   | 欧阳静纯   |